# Pierre Joseph Petit
Pour les articles homonymes, voir Petit.
Pierre Joseph Petit, né le 21 juin 1752 à Essert (Haut-Rhin), mort le 22 mai 1850 à Essert (Haut-Rhin), est un militaire français de la Révolution et de l’Empire.

## États de service
Il entre en service le 1er mai 1768, comme soldat dans le 1er bataillon du régiment de Salm-Salm, devenu 123e demi-brigade de bataille le 15 avril 1794, 99e de ligne le 1er mars 1796, et 62e régiment d'infanterie en 1803. Il fait les campagnes de 1768 à 1770, en Corse.
Il devient caporal le 6 mai 1773, sergent le 10 août 1782, sergent fourrier le 17 septembre 1783, et sergent-major le 1er janvier 1791. Il participe avec bravoure, à toutes les guerres de 1792 jusqu’à l’an IX, aux armées du Nord, de Sambre-et-Meuse, d’Italie, et de Naples. Il est nommé sous-lieutenant le 1er septembre 1792, et le 6 septembre 1793, à l’affaire de Poperinge, à la tête d’une compagnie de tirailleurs, il fait mettre bas les armes à 1 600 Anglais, cachés dans les maisons du village et qui faisaient un feu meurtrier sur nos troupes. Ce beau fait d’arme lui vaut le grade de lieutenant qui lui est conféré sur le champ de bataille.
Le 13 du même mois, à la prise du camp de Warwick, il pénètre dans le village à la tête de ses soldats, en déloge l’ennemi et facilite les opérations du général de Hédouville. La bravoure qu’il déploie pendant cette campagne, le fait successivement nommé capitaine le 25 janvier 1794 et chef de bataillon le 10 février suivant. Le 12 février, sur le pont d’Étreux, l’ennemi fort de 15 à 16 000 hommes, oblige les troupes françaises à reculer, et le chef de bataillon Petit, soutient intrépidement la retraite avec son 1er bataillon. Manquant de cartouches, et l’ennemi serrant de plus en plus l’arrière-garde, mais fort de la confiance qu’il inspire à ces soldats, il fait faire volte-face et opère, avec le plus grand calme, son mouvement rétrograde en maintenant l’ennemi à la baïonnette. Il reçoit son brevet de chef de brigade le 15 avril 1794.
Le 1er juillet 1795, devant Mons, il remplit les fonctions de général de brigade, sous les ordres du général Duhesme, il charge vigoureusement l’ennemi et lui enlève une redoute défendue par 2 pièces de canon dont il s’empare. Il contribue à la prise de Mons, et reçoit les éloges les plus flatteurs de la part des généraux Duhesme et Kléber, qui rendent compte de sa belle conduite au Comité de salut public.
En 1796, il prend le commandement de la 99e demi-brigade d’infanterie de ligne et 1er juin 1796, à la tête de 2 compagnies de grenadiers, il s’empare de la ville de Kirn. Le 6 novembre suivant, prêt à passer le Nave à gué, il prend un drapeau à la main, s’élance à la tête de ses hommes, franchit la rivière et repousse l’ennemi. Le 26 mars 1799, devant Vérone, il se comporte en brave et il est blessé d’un coup de feu. Il se signale encore le 15 août 1799, à la bataille de Novi, où il a un cheval tué sous lui, et ses habits criblés de balles. Dans la nuit du 4 au 5 mai 1800, à la tête d’un bataillon de sa demi-brigade, il surprend un régiment de grenadiers hongrois, et le met dans une déroute totale. Le 29 mai 1800, en chassant l’ennemi de Nice, il contribue à faire évacuer les Alpes-Maritimes par les armées autrichiennes.
Pendant les ans X et XI, il tient garnison à Coni, et le 24 octobre 1803, sa demi-brigade étant versé dans le 62e régiment d’infanterie de ligne, il est maintenu à sa tête avec le grade de colonel. Il est fait chevalier de la Légion d’honneur le 11 décembre 1803, et officier de l’ordre le 14 juin 1804. Membre du collège électoral du Haut-Rhin, il fait en 1805, la campagne d’Autriche avec la 2e division du général Verdier. Il est admis sur sa demande à la retraite en novembre 1805. 
Il meurt le 22 mai 1850 à Essert.

## Sources
- A. Lievyns, Jean Maurice Verdot, Pierre Bégat, Fastes de la Légion-d'honneur, biographie de tous les décorés accompagnée de l'histoire législative et réglementaire de l'ordre, Tome 3, Bureau de l’administration, 1844, 529 p. (lire en ligne), p. 421.
- « Cote LH/2126/9 », base Léonore, ministère français de la Culture
- Léon Hennet, Etat militaire de France pour l’année 1793, Siège de la société, Paris, 1903, p. 112.
- Correspondance générale: Vers le Grand Empire, 1806, Fayard, Paris, 2009, p. 1459.
- capitaine Gaillard et lieutenant Fleuriot, Historique du 62e régiment d’infanterie, Berger-Levrault, Paris, 1899, p. 301.